# Lista de senhores de Sotomaior
Este anexo é composto por uma lista de Senhores de Sotomaior, ou Soutomaior, em Castelhano:

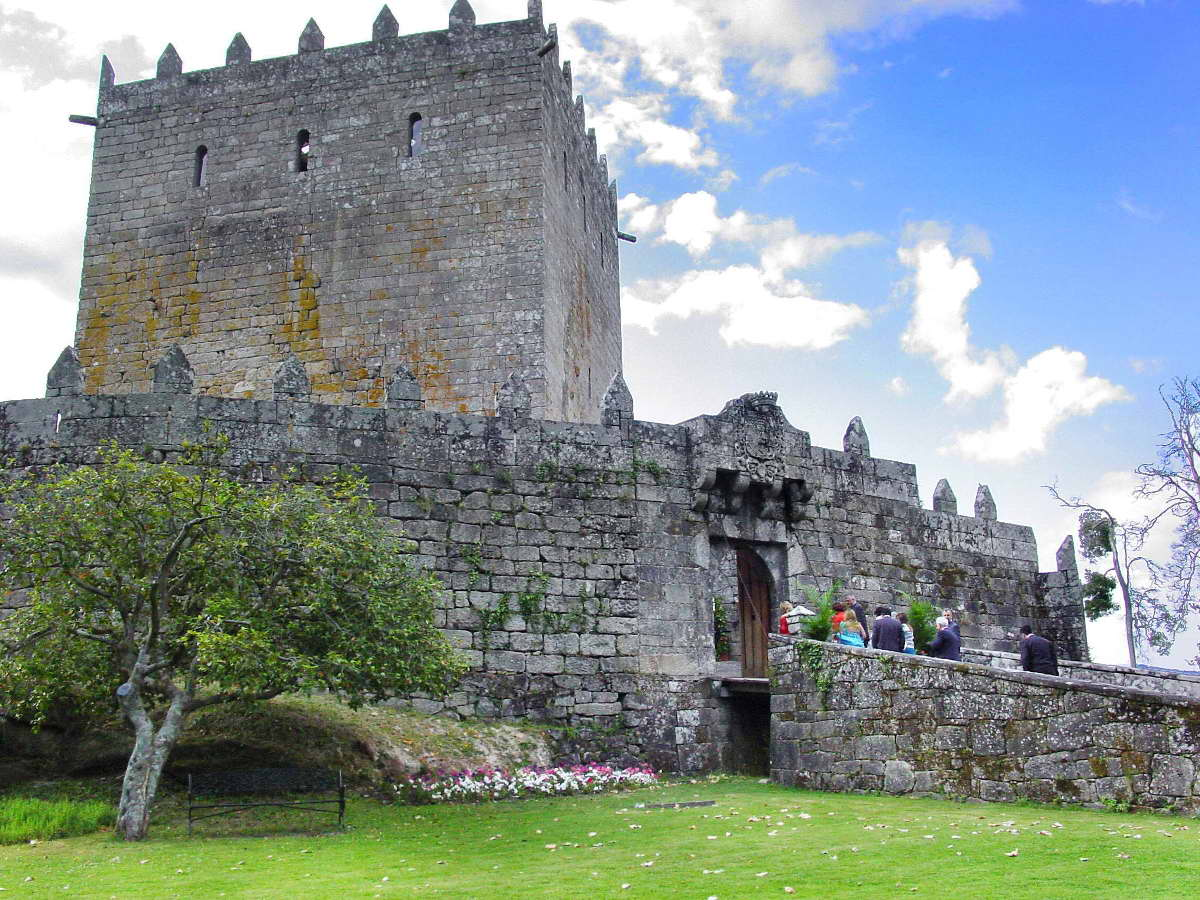
Castelo de Soutomaior.

- Mem Pais Sored, 1. senhor de Sotomaior (c. 1180 -?)
- Paio Mendes Sored, 2. senhor de Sotomaior (c. 1210 -?)
- Fernão Anes Sotomaior, senhor de Sotomaior e Fornelos (c. 1380 -?)
- Maior de Sotomaior, senhora de Sotomaior e Fornelos (c. 1390 -?)